# Kanton Passais
Der Kanton Passais war von 1790 bis 2015 ein französischer Wahlkreis im Arrondissement Alençon, im Département Orne und in der Region Basse-Normandie; sein Hauptort war Passais. Der Kanton war 151,69 km² groß und hatte (1999) 3.833 Einwohner, was einer Bevölkerungsdichte von 25 Einwohnern pro km² entsprach. Er lag im Mittel auf 162 Meter über dem Meeresspiegel, zwischen 107 m in Saint-Fraimbault und 262 m in Torchamp. 

## Gemeinden
Der Kanton bestand aus acht Gemeinden:
| Gemeinde               | Einwohner Jahr | Fläche km² | Bevölkerungsdichte | Code INSEE | Postleitzahl |
| ---------------------- | -------------- | ---------- | ------------------ | ---------- | ------------ |
| L’Épinay-le-Comte      | 188 (2013)     | –          | – Einw./km²        | 61155      | 61350        |
| Mantilly               | 555 (2013)     | –          | – Einw./km²        | 61248      | 61350        |
| Passais Villages       | 1.222 (2013)   | –          | – Einw./km²        | 61324      | 61350        |
| Saint-Fraimbault       | 570 (2013)     | –          | – Einw./km²        | 61387      | 61350        |
| Saint-Mars-d’Égrenne   | 684 (2013)     | –          | – Einw./km²        | 61421      | 61350        |
| Saint-Roch-sur-Égrenne | 195 (2013)     | –          | – Einw./km²        | 61452      | 61350        |
| Saint-Siméon           | 252 (2013)     | –          | – Einw./km²        | 61455      | 61350        |
| Torchamp               | 294 (2013)     | –          | – Einw./km²        | 61487      | 61350        |

## Bevölkerungsentwicklung
| 1962 | 1968 | 1975 | 1982 | 1990 | 1999 | 2006 |
| ---- | ---- | ---- | ---- | ---- | ---- | ---- |
| 5294 | 5724 | 5159 | 4801 | 4283 | 3833 | 3668 |